# Pierre Allain
Pierre Allain (Mirebeau, 7 gennaio 1904 – Saint-Martin-d'Uriage, 19 dicembre 2000) è stato un alpinista e arrampicatore francese.
È stato uno dei più forti alpinisti francesi degli anni trenta e quaranta ed è famoso per aver compiuto la prima salita della parete nord del Petit Dru nel 1935, insieme a Raymond Leininger. Ha inoltre contribuito allo sviluppo delle attrezzature per l'alpinismo e l'arrampicata, tra cui le prime scarpette da arrampicata a suola liscia, denominate "PA" dalle sue iniziali.

## Biografia

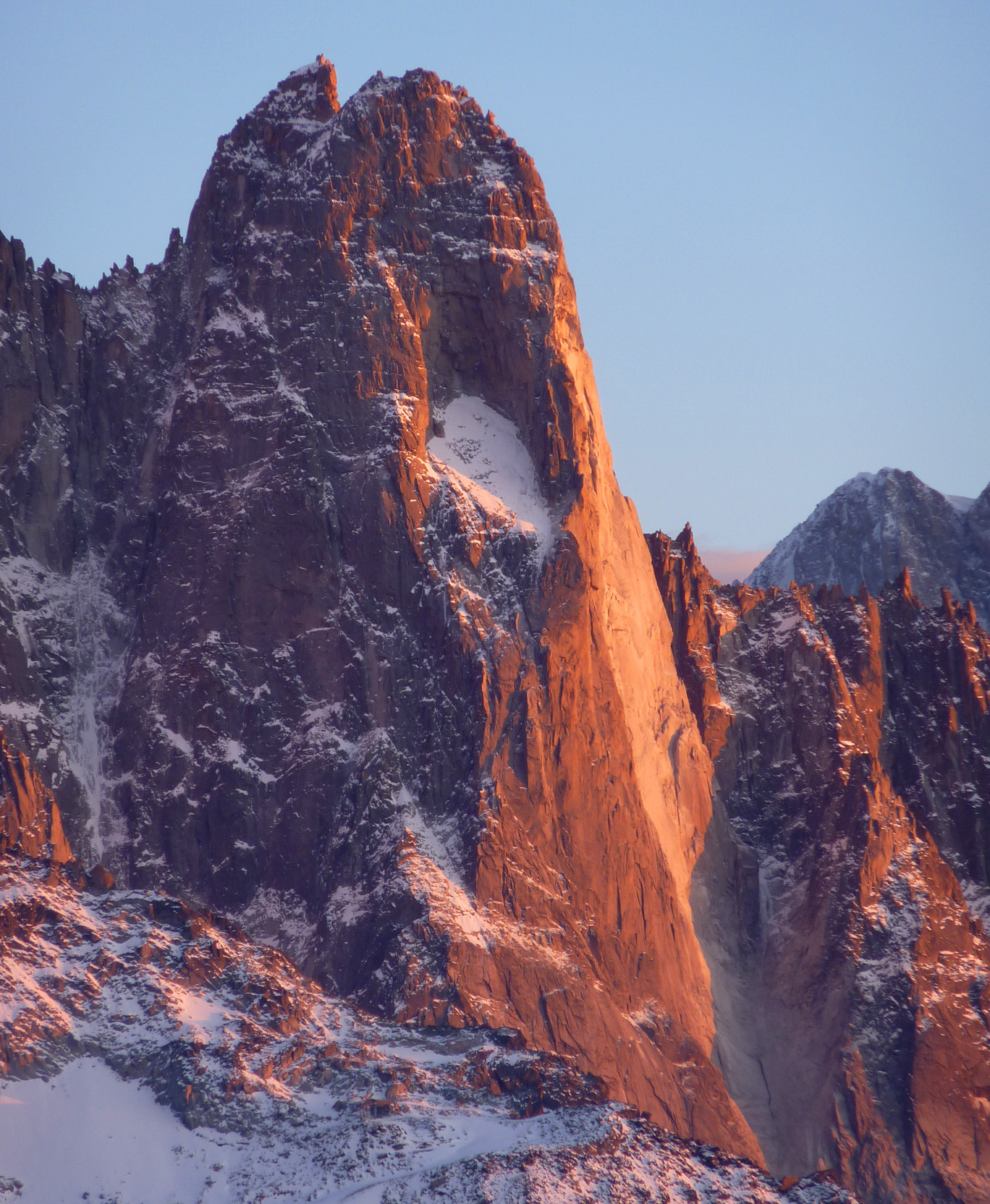
La parete nord del Petit Dru: la via di Pierre Allain e Raymond Leininger del 1935 sale al di sotto del ghiacciaio sospeso, detto la Niche, per poi superarlo sulla destra.

Nato a Mirebeau nel 1904, nel 1910 si trasferisce a Parigi e nel 1923 incomincia a frequentare le montagne nella zona intorno ad Allevard, nel dipartimento dell'Isère.
Nel 1929, tramite Robert Latour, suo compagno in montagna, viene a conoscenza di un gruppo di arrampicatori, pionieri del bouldering, che arrampicano sui massi della foresta di Fontainebleau. Il gruppo, chiamato Groupe de Bleau, era nato nel 1924, ed era succeduto al Groupe des Rochassiers, in italiano "Gruppo di Rocciatori", che esisteva dal 1907.
A Fontainebleau sale per primo alcuni boulder estremi per l'epoca, tra cui:
- l'Angle Allain, 5+/6A, nel 1934[4]
- la Fissure des Alpinistes, 5+, nel 1935[5]

Nel 1935 insieme a Raymond Leininger, suo compagno di molte scalate, realizza la prima salita della parete nord del Petit Dru. La loro attrezzatura puntava sulla leggerezza e consisteva solo in una piccozza in due, senza ramponi, una corda da 60 metri di 7 millimetri di diametro, scarpette da arrampicata, moschettoni, chiodi da roccia e martello.
Sempre con Raymond Leininger, poche settimane dopo, apre una via direttissima sulla parete sud della Meije.
Il 1º agosto 1938 tenta con Jean Leininger, fratello di Raymond, la prima salita dello sperone Walker sulla parete nord delle Grandes Jorasses. Dopo qualche tiro di corda incontrano delle placche ghiacciate che giudicano insuperabili. Decidono quindi di ritirarsi per aspettare il miglioramento delle condizioni. Non sapevano che lo stesso giorno stavano avvicinandosi alla parete Riccardo Cassin, Ugo Tizzoni e Gino Esposito, che tra il 4 e il 6 agosto avrebbero realizzato la prima salita. Nel 1946 Pierre Allain ritorna comunque sullo sperone Walker compiendo la terza salita della via Cassin.
Durante la sua carriera Pierre Allain ha anche prodotto innovativi materiali per l'arrampicata e l'alpinismo, tra cui:
- nel 1932 il piumino, in francese duvet, una giacca a vento adatta all'alpinismo, perché calda e al contempo leggera da trasportare.
- nel 1937 il moschettone leggero in lega d'alluminio, che commercializza dal 1947. Dal 1963 continuerà la produzione di moschettoni a Saint-Martin-d'Uriage, nei pressi di Grenoble.
- nel 1943 un precursore del discensore ad "otto".
- nel 1947 le prime scarpette da arrampicata a suola liscia, denominate "PA" dalle sue iniziali, che ha perfezionato nel corso degli anni. Dal 1950 lo sviluppo delle scarpette continua da parte di Édouard Bourdonneau, che fonderà l'azienda EB.[8]
- il sacco da bivacco.

## Salite sulle Alpi

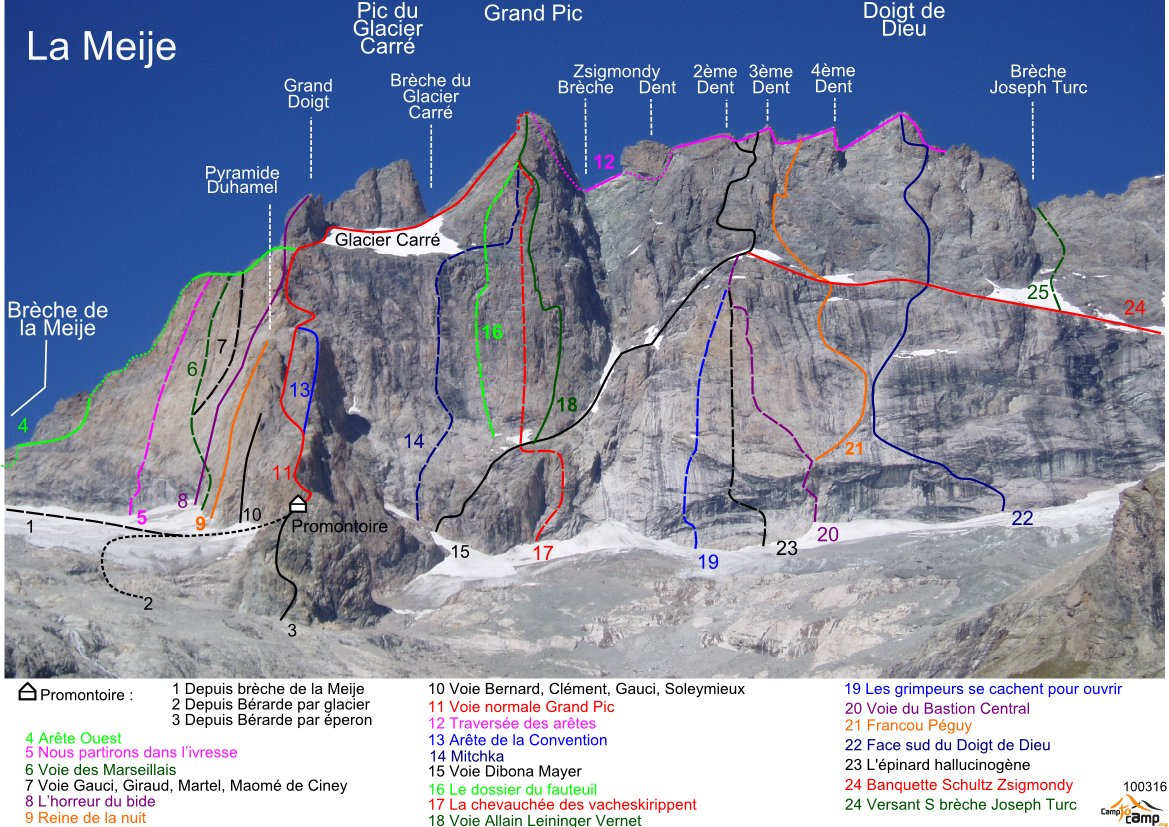
Le vie sulla parete sud della Meije: la via di Pierre Allain e Raymond Leininger del 1935 è la numero 18.

Nel seguente elenco sono riportate alcune delle salite più significative di Pierre Allain sulle Alpi.
- Cresta sud-ovest - Aiguille du Fou - agosto 1933 - Prima salita con Robert Latour, 135 m/TD-.[9]
- Cresta ovest - Pic Sans Nom - 5 settembre 1934 - Prima salita con Jean Charignon, Jean Leininger e Jean Vernet
- Via Allain-Leininger - Petit Dru - 31 luglio e 1º agosto 1935 - Prima salita con Raymond Leininger, prima via sulla parete nord.[10]
- Via Allain-Leininger - Meije - 21 agosto 1935 - Prima salita con Raymond Leininger.[11]
- Cresta est - Dent du Crocodile - 29-30 luglio 1937 - Prima salita con Raymond Leininger[12]
- Arête de la Republique - Aiguille des Grands Charmoz - 3 agosto 1937 - Prima salita con Yves Feutren[13]
- Via Cassin - Grandes Jorasses - 4-5 agosto 1946 - Terza salita con René Ferlet, Jacques Poincenot e Guy Poulet
- Via Allain-Fix - Aiguille de Blaitière - 10 settembre 1947 - Prima salita con Auguste Fix[14]